# Johan Vásquez
Johan Felipe Vásquez Ibarra (Navojoa, 22 de outubro de 1998) é um futebolista mexicano que atua como zagueiro. Atualmente joga pelo Genoa.

## Carreira
Depois de alguns anos na academia do Pumas UNAM, Vásquez ingressou na academia juvenil do Tigres UANL em 2015. Em seguida, foi brevemente transferido para o Poblado Miguel Alemán FC em 2016 antes de se estabelecer no Cimarrones de Sonora, subindo na hierarquia até chegar à primeira equipe e fazer sua estreia profissional no Ascenso MX.

## Títulos
Monterrey
- Liga MX: Apertura 2019
- Liga dos Campeões da CONCACAF: 2019

México
- Jogos Olímpicos: 2020 (medalha de bronze)
- Copa Ouro da CONCACAF: 2023
- Liga das Nações da CONCACAF: 2024–25